# Andrzej Perka
Andrzej Perka, né le 16 février 1941, à Varsovie, en Pologne, est un ancien joueur polonais de basket-ball.

## Palmarès
- 3e du championnat d'Europe 1965